# Parolinia platypetala
Parolinia platypetala är en korsblommig växtart som beskrevs av Günther W.H. Kunkel. Parolinia platypetala ingår i släktet Parolinia och familjen korsblommiga växter. Inga underarter finns listade i Catalogue of Life.